# Otto Weber (Politiker, 1893)
Otto Weber (* 23. Oktober 1893 in Witzhelden; † 27. Januar 1961 in Remscheid) war ein deutscher Politiker (KPD). Er ist nicht zu verwechseln mit seinem gleichnamigen Parteikollegen Otto Weber (Politiker, 1889).

## Leben und Wirken
Nach dem Besuch der Volksschule wurde Weber in Solingen zum Feilenhauer ausgebildet. 1913 trat er in die SPD ein. Während des Ersten Weltkrieges, in dem Weber schwer verwundet wurde (sein rechter Arm war seither verkrüppelt), trat er zu der weiter links stehenden USPD über.
Nach dem Krieg lebte Weber als Feilenhauer in Remscheid. Politisch begann er sich in der KPD zu engagieren, für die er von Mai bis Dezember 1924 als Abgeordneter im zweiten Reichstag der Weimarer Republik als Vertreter des Wahlkreises 22 (Düsseldorf-Ost) saß.
1929 übernahm Weber die Leitung der Roten Hilfe im Bezirk Niederrhein. Im Frühjahr 1931 kam er in die Zentralleitung der Roten Hilfe in Berlin. 1932 wurde er Kassierer in der Zentrale der Roten Hilfe. Noch vor dem Machtantritt der Nationalsozialisten entfernte er sich von der Parteiarbeit.
Im März 1935 kehrte Weber von Berlin nach Remscheid zurück. Nach dem Zweiten Weltkrieg trat er wieder der KPD bei, hatte aber keine Funktionen mehr in ihr inne.